# Lista personajelor din South Park
South Park este un serial animat de comedie american creat de Matt Stone și Trey Parker în 1997. Serialul urmărește aventurile a patru copii (Eric Cartman, Stan Marsh, Kyle Broflovski și Kenny McCormick) din micul oraș montan cu același nume din statul Colorado, folosindu-le ca pretext pentru satire acide la adresa modului de viață, a tabu-urilor, vedetelor și întâmplărilor la ordinea zilei din America. În serial mai apar și alte personaje, printre care elevi, membri de familie, personalul școlii și personaje episodice.

## Personaje principale

### Stan Marsh
Stanley David "Stan" Marsh este unul din protagoniștii serialului. Este bazat pe și dublat de co-creatorul seriei, Trey Parker.

### Kyle Broflovski
Kyle Broflovski este bazat pe Matt Stone.

## Alte personaje

### Elevi
- Tweek William Tweak  (vocea lui Matt Stone) este un personaj fictiv din serialul animat South Park.

Tweek apare în serialul South Park începând cu sezonul doi (1998) în episodul "Gnomes" și va fi un personaj important pe tot parcursul acestui sezon, înlocuindu-l pe Kenny McCormick. Numele său este preluat din slangul consumatorilor de droguri, mai exact metamfetamină iar alt sens al numelui este cel de persoană hiperactivă, cu probleme. 
Băiețelul blond, cu părul în țepi mari și cu cămașa încheiată greșit este hiperactiv, paranoic și anxios în primul rând datorită unui consum ridicat de cofeină. Părinții săi dețin o cafenea însă ei sunt convinși că micuțul suferă de sindromul ADHD. De fiecare dată când Tweek are o problemă, aceștia îi oferă cafea. Tweek tremură și repetă fraze sau interjecții precum "Prea multă presiune!", "GAH", "Oh, Doamne!" ceea ce îl face să iasă în evidență față de celelalte personaje secundare. După ce Kenny revine la finalul sezonului doi, în episodul "Red Sleigh Down", Tweek rămâne un personaj de fundal.
- Bebe Stevens este o elevă blondă, cea mai bună prietenă a lui Wendy.
- Joseph Craig Tucker este un personaj animat din South Park. Merge la Școala Elementară South Park și este în aceeași clasă cu cele patru personaje principale.

Este ușor de identificat fizic datorită căciulii sale albastre cu un moț galben de puf în vârf. Ca trăsătură morală identificatorie putem lua ca exemplu tendința de a-și arăta degetul mijlociu oricui chiar și fără motiv. 
Craig locuiește în orașul South Park din Colorado, cu mama lui și tatăl său, sora sa mai mică și cobaiul său, Stripe. Craig este liderul unei găști de școlari, rivală găștii celor patru personaje principale. Împotriva acestora Craig îți exprimă în mod repetat antipatia, pe parcursul serialului.
- Damien este un personaj fictiv din seria animată South Park, creat de către Matt Stone și Trey Parker.

El a apărut în episodul "Damien" din sezonul 1, dar a mai fost văzut și în filmul South Park: Bigger, Longer and Uncut și în episodul "Dances with Smurfs" (sezonul 13). 
Damien este fiul lui Satan și se observă că designul său a fost inspirat de către Damien Thorn, personajul principal al seriei horror "Omen". Damien este foarte răzbunător și deține puteri supranaturale. În episodul "Damien", atunci când este luat peste picior de către Kenny, nu ezită să-l transforme într-un ornitorinc. Acesta pare să se înțeleagă cu Pip Pirrup, dar în final îl ucide pe Pip, câștigându-și simpatia în fața celorlalți elevi ai Școlii Elementare din South Park. 
Se face remarcat prin hainele sale negre și prin discursurile sale entuziaste în ceea ce îl privește pe "Prințul Întunericului", doar că acestea îl fac să pară un ciudat.
- Timmy  (vocea lui Trey Parker) este un băiat cu dizabilități atât de natură fizică cât și mentală. Se deplasează într-un cărucior motorizat și cu câteva excepții, tot ce poate spune este propriul nume.

În serial nu s-a menționat cauza acestor dizabilități însă pe site-ul oficial al seriei TV se explică o combinație ciudată între paralizie și sindromul Tourette.
Timmy apare pentru prima dată în sezonul patru, în episodul "The Tooth Fairy Tats" însă adevăratul debut îl reprezintă episodul "Timmy 2000" unde băiatul este greșit diagnosticat cu sindromul ADHD provocând o isterie în masă și o mare de diagnostice greșite privind copiii din în tot orașul.
Deși creatorii serialului își scriu episoadele și personajele într-o notă ironică, bizară, suprarealistă, Timmy nu este batjocorit - în ciuda dizabilităților sale. Copiii îl tratează ca pe un egal iar el se simte bine în pielea lui.
- Towelie, un prosop dependent de droguri, tatăl lui Washcloth.